# Mirabile Dictu 2012
Die dritte Ausgabe des Mirabile Dictu Filmfestival fand 2012 statt. Das Festival begann am 2. Juli mit der Premiere des Films Una donna di nome Maria im Auditorium des Vatikans.

## Vergebene Auszeichnungen
Im Jahr 2015 wurden Preise in fünf Kategorien vergeben und zusätzlich zwei Sonderpreise vergeben.

### Bester Film
Im Jahr 2012 wurde der Bester Film für jugendliche Zuschauer vergeben. Die Auszeichnung ging an The War of the Vendée von Jim Morlino.

### Bester Kurzfilm
Ausgezeichnet als Bester Kurzfilm wurde On the Road to Tel Aviv von Ken Shalam.

### Bester Dokumentarfilm
Ausgezeichnet wurde Cercando le 7 chiavi di Antonio Gaudí von Massimo Manservigi.

### Bester Regisseur
Ausgezeichnet wurde Immaculada Hoces für den Film A Song.

### Bester Schauspieler
Ausgezeichnet wurde Andy Garcia für seine Schauspielleistung im Film For Greater Glory: The True Story.

### Capax Dei Foundation Award
Der Capax Dei Foundation Award wurde 2012 für den besten Erstlingsfilm an Hay mucha gente buena von Antonio Cuadri vergeben.

### Auszeichnung für das Lebenswerk
Die Auszeichnung für das Lebenswerk wurde an Robert Hossein vergeben.